# Elli Pikkujämsä
Elli Pikkujämsä (* 24. Oktober 1999 in Turku) ist eine finnische Fußballnationalspielerin, die in ihrer Jugend auch als Snowboarderin auf internationalem Niveau aktiv war. Aktuell steht sie beim Racing Louisville FC unter Vertrag. Seit 2019 spielt sie für die finnische Fußballnationalmannschaft der Frauen.

## Karriere

### Verein
Pikkujämsä begann 2015 mit 15 Jahren ihre Karriere bei Turun Palloseura, wo sie in drei Spielzeiten der Naisten Liiga in 60 Spielen 15 Tore erzielte und in der Saison 2016 Vizemeisterin wurde. Zur Saison 2018 wechselte sie zum Ligakonkurrenten FC Honka Espoo, wo sie 2019 nochmals Vizemeisterin wurde und vier Kurzeinsätze in der UEFA Women’s Champions League 2018/19 hatte. Zur Saison 2020 ging es über die Ostsee in die Damallsvenskan zum KIF Örebro. Hier wurde sie auch sofort Stammspielerin.
Seit Januar 2023 spielt sie für Racing Louisville FC, wo sie in der ersten Saison in 18 NWSL-Spielen eingesetzt wurde. Aufgrund eines Patellasehnenrisses fiel sie von März 2024 bis März 2025 aus.

### Nationalmannschaft
Pikkujämsä nahm mit den finnischen U-17- und U-19-Nationalmannschaften an den Qualifikationen für die  U-17-Fußball-Europameisterschaft der Frauen 2015 und 2016 sowie die U-19-Fußball-Europameisterschaft der Frauen 2017 und 2018 teil, konnte aber nie die Endrunde erreichen. Beim Zypern-Cup 2019 wurde sie erstmals in der finnischen Fußballnationalmannschaft der Frauen eingesetzt. Im Februar 2021 konnte sie sich mit der Mannschaft für die EM-Endrunde 2022 qualifizieren. Pikkujämsä kam in drei Qualifikationsspielen zum Einsatz. In den ersten fünf Spielen der Qualifikation für die WM 2023 stand sie zweimal in der Startelf und saß dreimal nur auf der Bank, wovon sie einmal eingewechselt wurde. Am 9. Juni 2022 wurde sie für die EM-Endrunde nominiert. Bei der Endrunde kam sie in den drei verlorenen Gruppenspielen zum Einsatz, nach denen die Finninnen ausschieden.
Im Frühjahr 2023 gewann sie mit der Mannschaft den Zypern-Cup. In der UEFA Women’s Nations League 2023/24 stand sie in den sechs Spielen jeweils in der Startelf und konnte mit ihrer Mannschaft den Aufstieg in die Liga A feiern. Beim gewonnenen Pinatar Cup 2024 wurde sie nur im Halbfinale gegen Slowenien eingesetzt. Verletzungsbedingt wurde sie danach erst wieder im April 2025 für ein Spiel der UEFA Women’s Nations League 2025 nominiert, aber nicht eingesetzt.

## Snowboarden
Im Snowboarden gewann Pikkujämsä bei den Snowboard-Juniorenweltmeisterschaften 2014 und 2015 Silber im Slopestyle sowie 2017 Bronze im Slopestyle und Big Air. Bei den Olympischen Jugend-Winterspielen gewann sie 2016 Silber im Slopestyle. 2017 gewann Pikkujämsä den Europacup im Slopestyle.